# Joaquim Vara de Rey i Rubio

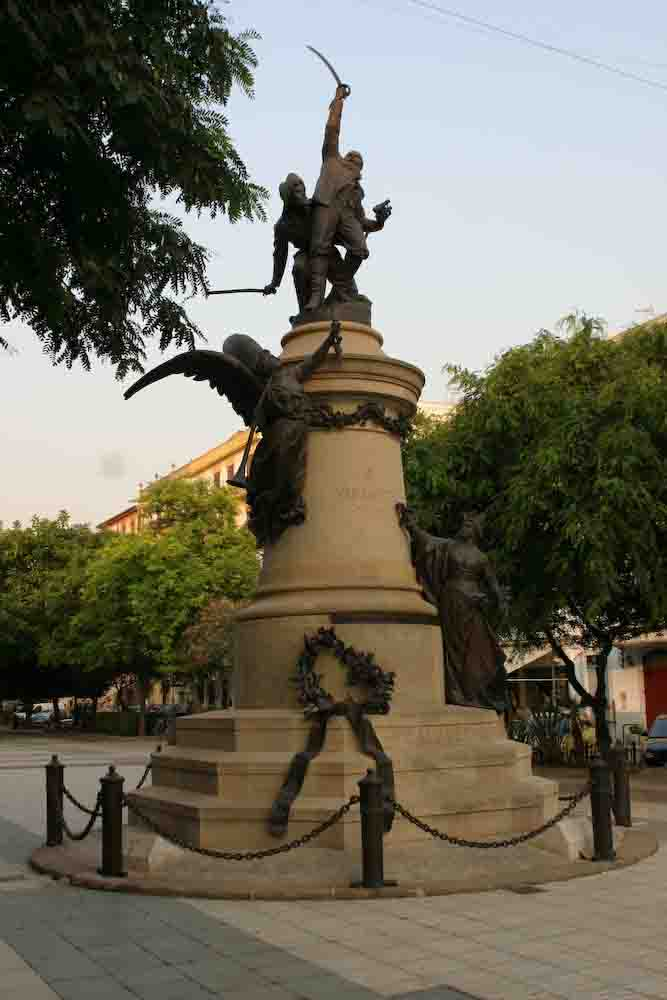
Monument a Vara de Rei, a Eivissa

Joaquim Vara de Rey i Rubio (Eivissa, 1841 - Cuba, 1898) fou un militar que va destacar en la guerra Hispano-estatunidenca.
Nascut a Eivissa, va lluitar contra el cantonalisme a Cartagena i València, i contra el carlisme a la tercera guerra. El 1884 sol·licità el seu trasllat a les Filipines on se li va donar el comandament del Regiment d'Espanya, el 1890 va ser nomenat governador polític militar de les Illes Marianes i seguidament de Zamboanga. A l'any següent va ser ascendit a coronel i va tornar a Espanya. Durant la Guerra d'Independència cubana va ser comandant militar a Bayamo i es va distingir aviat en el combat de la Loma del Gato (1895), que li va servir per ascendir a general.
La seva acció bèl·lica més significativa fou la batalla de El Caney, on va morir l'1 de juliol del 1898. Vara de Rey tenia el comandament de 520 soldats espanyols que van lluitar durant deu dies contra 7.000 nord-americans i van fer 900 baixes en les files enemigues. Va ser enterrat pels nord-americans amb honors militars destacant l'admiració per la seva valentia.
És autor d'una Memoria sobre la organización del Ejército (1876).
Un cop mort, es va descobrir que el general havia nascut a l'illa d'Eivissa, per la qual cosa es va decidir erigir-li un monument a la vila. El monument es va encarregar per subscripció popular i hi va col·laborar també Quintín Bandera, cap insurrecte cubà i antic enemic seu. L'arquitecte va ser August Font i l'escultor Eduard Alentorn. El 1904 el rei Alfons XIII va inaugurar-lo al cèntric passeig de s'Alamera, avui anomenat passeig de Vara de Rey.